# Inoceramus
Inoceramus – wymarły rodzaj  morskich małży żyjący w okresie jurajskim i kredowym. 
Posiadały kalcytowe muszle o wydłużonym kształcie, z ornamentacją w postaci koncentrycznych względem dzioba żeberek. Niektóre gatunki osiągały wielkie, jak na małże rozmiary, przekraczając 1 metr. Okaz z gatunku Inoceramus (Sphenoceramus) steenstrupi o długości 178 cm znaleziony na Grenlandii jest największym małżem świata.
Znaczenie:
Skamieniałości różnych gatunków Inoceramus są jednymi z najbardziej podstawowych skamieniałości przewodnich w datowaniu albu i późnej kredy. Wiele gatunków klasyfikowanych wcześniej do rodzaju Inoceramus obecnie jest zaliczanych do pokrewnych rodzajów (np. Cremnoceramus)
Występowanie:
Rodzaj kosmopolityczny: Ameryka Północna, Europa, Azja. W Polsce powszechny we wszystkich rejonach odsłonięć kredy, a więc głównie w Polsce południowej. 
Wybrane gatunki z Polski o dużej wartości stratygraficznej:
- Inoceramus cuvierii
- Inoceramus lamarcki
- Inoceramus labiatus
- Inoceramus crippsi